# Cadiorapa praxina
Cadiorapa praxina là một loài bướm đêm trong họ Noctuidae.